# Mount Warburton Pike
Mount Warburton Pike är ett berg i Kanada.   Det ligger i provinsen British Columbia, i den södra delen av landet, 3 600 km väster om huvudstaden Ottawa. Toppen på Mount Warburton Pike är 401 meter över havet. Mount Warburton Pike ligger på ön Saturna Island.
Terrängen runt Mount Warburton Pike är kuperad åt nordost, men åt sydväst är den platt. Trakten är glest befolkad. 